# Erwin Carlé
Erwin Carlé, född 7 juni 1876, död 21 februari 1923, var en tysk författare under pseudonymen Erwin Rosen.
Carlé hämtade stoff till sina romaner från ett äventyrsfullt liv i flera världsdelar. Han har bland annat skrivit Der deutsche Lausbub in Amerika (tre band 1910-1911, En odågas äventyr i Amerika).

## Böcker på svenska
- En odågas äventyr i Amerika: minnen och intryck (översättning Sten Granlund, Wahlström & Widstrand, 1914-1915)
- En odågas krigsäventyr: minnen och intryck (översättning Sten Granlund, Wahlström & Widstrand, 1915)
- Odågan som journalist och sjörövare: minnen och intryck från Amerika (översättning Sten Granlund, Wahlström & Widstrand, 1915)
- I franska främlingslegionen: minnen och intryck (översättning Sten Granlund, Wahlström & Widstrand, 1915)
- Amerikanen: en studie (översättning Karin Jensen, Wahlström & Widstrand, 1920)
- Spelare: en studie (översättning Karin Jensen, Wahlström & Widstrand, 1920)